# Nicolas Errèra

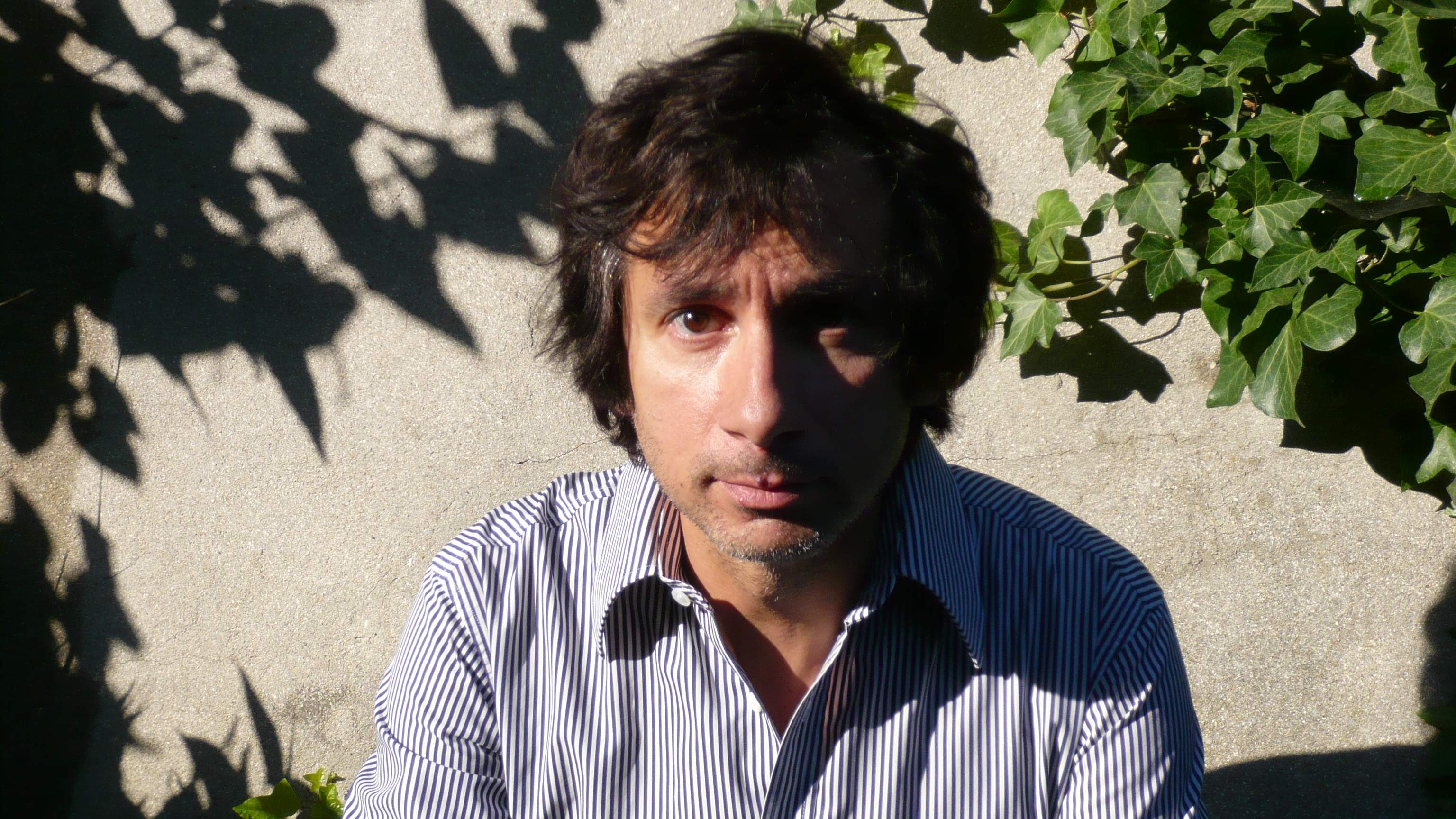
Nicolas Errèra (2007)

Nicolas Errèra (* 21. Mai 1967 in Paris) ist ein französischer Komponist.

## Leben
Nicolas Errèra ist der Sohn eines Dramatikers und einer Bühnenbildnerin. Während seiner Jugend spielte er Theater. Sein Baccalauréat schloss er mit den Hauptfächern in Naturwissenschaften und Philosophie ab. Während dieser Zeit studierte er Musik an der École Normale de Musique de Paris, wobei er Piano bei Serge Petigirard, Komposition bei Max Deutsch und Harmonie bei Joanne Richer hatte.
Gemeinsam mit Ariel Wizman gründete Errèra 1998 die Electro-Pop-Gruppe Grand Popo Football Club. Mit Shampoo Victims und Venom in the Grass wurde 2000 und 2010 bisher zwei Alben veröffentlicht. Gemeinsam mit Jean Croc gründete Errèra die Pop-Band Rouge Rouge. Bisher erschien mit Ce soir, après dîner im Jahr 2003 erst ein Album.
Mit der von Claude Confortès inszenierten Komödie Unter Frauen debütierte Errèra bereits im Alter von 17 Jahren als Filmkomponist für einen Langspielfilm. Seitdem war er für die Musik von über 70 Film- und Fernsehproduktionen verantwortlich, dabei komponierte er nicht nur für französische, sondern auch für internationale Produktionen. So war er für die Musik von chinesischen Filmen wie Shaolin, Xie bu ya zheng und So duk verantwortlich.

## Filmografie (Auswahl)
- 1991: Wer rastet, der rostet (Pierre qui roule)
- 2000: Drogenszenen (Scénarios sur la drogue)
- 2002: Der Schmetterling (Le papillon)
- 2007: Das Geheimnis der Pyramide (Agathe contre Agathe)
- 2008: La personne aux deux personnes
- 2008: XIII – Die Verschwörung (XIII, Fernsehfilm)
- 2011: Shaolin (新少林寺)
- 2011: Sleepless Night – Nacht der Vergeltung (Nuit Blanche)
- 2012: The Lookout – Tödlicher Hinterhalt (Le guetteur)
- 2013: Deckname Caracalla (Alias Caracalla, au cœur de la Résistance)
- 2013: So duk
- 2015: Verschollen in Kolumbien (Au nom du fils)
- 2016: Alles unter Kontrolle (Débarquement immédiat!)
- 2016: Im Namen meiner Tochter – Der Fall Kalinka (Au nom de ma fille)
- 2016: Die Beichte (La confession)
- 2016: Der Himmel wird warten (Le ciel attendra)
- 2018: Die unglaubliche Reise des Fakirs, der in einem Kleiderschrank feststeckte (The Extraordinary Journey of the Fakir)
- 2018: Xie bu ya zheng
- 2019: Das Mädchen mit den blauen Augen (Un avion sans elle)
- 2020: Adoring
- 2020: Le Mensonge
- 2021: Raging Fire
- 2021: Emma Bovary
- 2024: Survive – Gestrandet im Ozean (Survivre)